# 참 좋은 오늘 은빛수녀입니다
참 좋은 오늘 은빛수녀입니다는 대한민국의 라디오 채널 cpbc FM에서 매일 오전 9시부터 오전 10시까지 방송되는 클래식 음악, 팝 음악 전문 라디오 프로그램이다.

## DJ
- 김용은 수녀

## 요일별 코너
- 월요일 : 오늘의 공감 하나
- 화요일 : 오늘, 이 한 줄
- 수요일 : 오늘의 라떼
- 목요일 : 오늘의 이야기
- 금요일 : 오늘, 이 사람
- 토요일 : 상담맛집
- 일요일 : 마음이 마음에게